# Belle d'amore
Belle d'amore è un film del 1970 diretto da Fabio De Agostini.

## Trama
Roma. Bruno e Monique sono due giovani fidanzati. Frequentano l'università, ed entrambi sono prossimi alla laurea. L'argomento della loro tesi è la prostituzione: i due iniziano quindi a prendere informazioni e a conoscere persone introdotte nel "giro" per poter completare la loro inchiesta.